# Conseil économique, social et environnemental du Languedoc-Roussillon
Le Conseil économique, social et environnemental régional du Languedoc-Roussillon est la deuxième assemblée régionale et contribue à l’expression de la société civile en Languedoc-Roussillon. Les deux institutions, Conseil Régional et CESER, constituent « la Région ».
Instance consultative, le CESER Languedoc-Roussillon concourt par ses avis et rapports, à l’administration de la Région.
Plus particulièrement, le CESER est saisi pour avis par le président du Conseil Régional et réalise des études sur les questions concernant l’avenir de la Région et de ses habitants.

## Composition
Le CESER Languedoc-Roussillon est composé de 94 conseillers, femmes et hommes représentants de la société civile organisée, répartis en 4 collèges.
| 1er collège | Entreprises et activités professionnelles non-salariées | 30 conseillers |
| 2e collège  | Syndicats de salariés                                   | 30 conseillers |
| 3e collège  | Vie collective                                          | 30 conseillers |
| 4e collège  | Personnalités qualifiées                                | 4 conseillers  |

## Activités
Sur certains documents, le CESER Languedoc-Roussillon peut être saisi, pour avis et de manière obligatoire, par le Conseil Régional du Languedoc-Roussillon. 
De plus, à l’initiative du Président du Conseil Régional, le CESER peut être saisi de manière facultative sur tout autre projet entrant dans les compétences de la Région. 
L’Assemblée consultative peut en outre décider de « s’autosaisir » sur des problématiques jugées pertinentes, se rapportant aux grands enjeux régionaux.

## Présidents
- 1974-1992 : Philippe Lamour[3],[4]
- 1992-2007 : Jean-Claude Bousquet[5]
- 2007-2014 : Gérard Maurice
- 2014-2015 : Guy Giva[6]

## Voir homonymes